# قوات الشهيد الصدر
قوات الشهيد الصدر هي جماعة مسلحة إسلامية شيعية نشأت في عقد 1980 لمحاربة النظام السابق. في 2014، شاركت في الحرب على داعش حيث أن اللواء 35 تابع لحزب الدعوة الإسلامية - تنظيم العراق بينما اللواء 15 تابع لحزب الدعوة الإسلامية الأصلي.
في مايو 2015، كشف النائب عن ائتلاف دولة القانون عامر الخزاعي عن وقوع عدد من القتلى والجرحى اثر تعرض قوات الشهيد الصدر لهجوم صاروخي من قبل طيران التحالف الدولي في الانبار.